# Белопавличско-васоевичские говоры

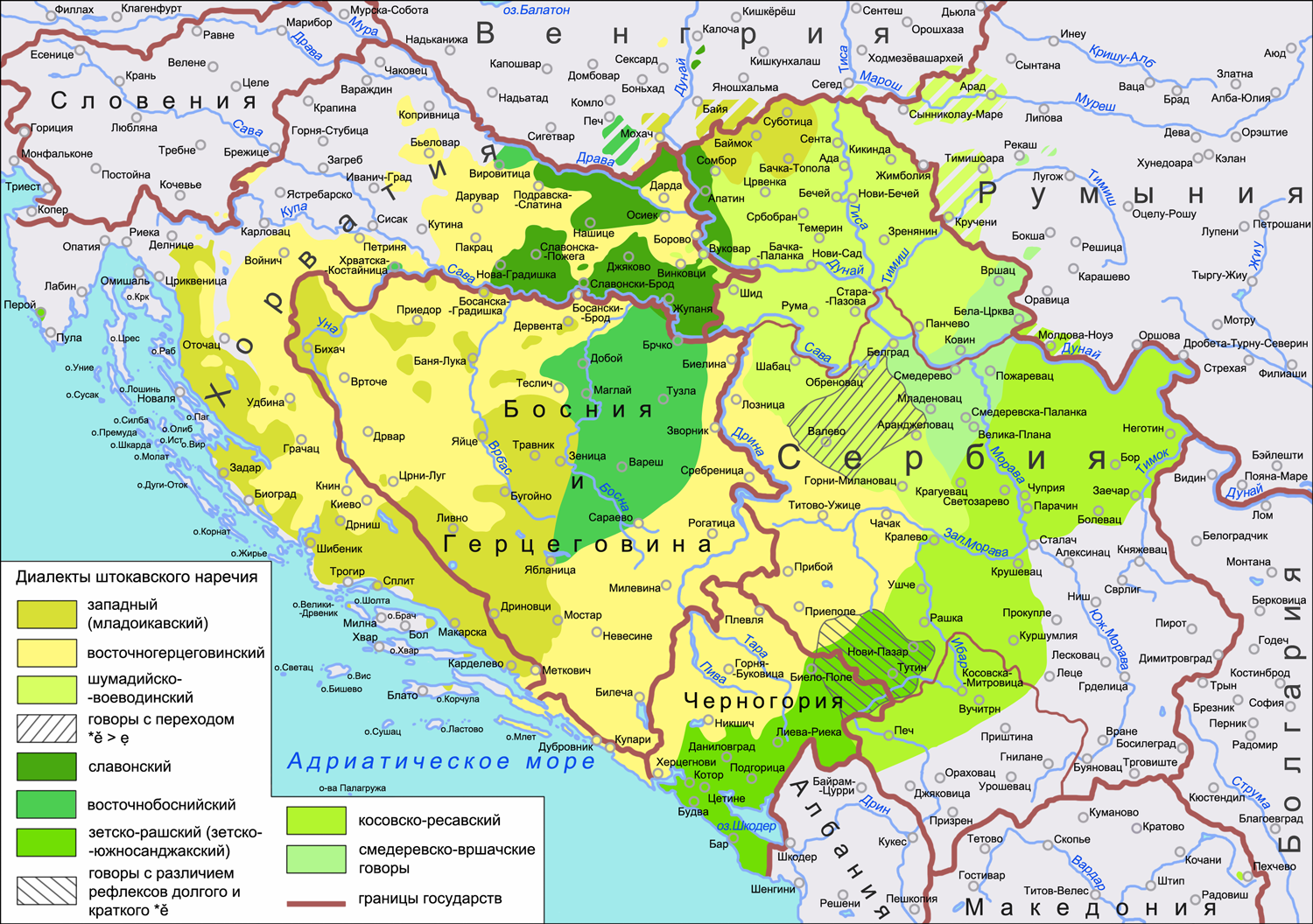
Ареал зетско-рашского диалекта с областью белопавличско-васоевичских говоров в его центральной части на карте штокавского наречия

Белопа́вличско-васо́евичские говоры (сербохорв. бјелопавлићко-васојевићки поддијалекат / bjelopavlićko-vasojevićki poddijalekat, серб. бјелопавлићко-васојевићки поддијалекат) — говоры зетско-рашского диалекта сербского языка / штокавского наречия сербохорватского языкового континуума. Размещены в центральных и восточных районах Черногории на территориях бывших черногорских племён белопавличей и васоевичей, а также в ряде соседних с ними регионах. Представляют собой одну из четырёх групп говоров зетско-рашского ареала (поддиалектов — по терминологии, принятой сербскими диалектологами) наряду с цетинско-барскими, озриничско-брочанацкими и сеничско-новопазарскими говорами (поддиалектами).

## Вопросы классификации
Как отдельный диалектный тип говоры племён белопавличей и пешивцев впервые были выделены Р. Бошковичем и М. Малецким. Васоевичский диалектный ареал впервые был выделен и описан в работе М. Стевановича «Источноцрногорски дијалекат». В один диалектный тип белопавличские и васоевичские говоры в составе группы старых брдских говоров были объединены М. Пешиканом. Уточняя границы исследуемого ареала, А. Чиргич назвал его «нижнепешивско-белоплавичско-васоевичским». Критерием объединения белопавличских и васоевичских говоров в одну диалектную единицу исследователи сербских диалектов называют общность их акцентуационных характеристик — для обеих групп говоров характерно частичное перемещение нисходящего ударения на один слог к началу словоформы с изменением на восходящее ударение как на кратких, так и на долгих гласных (sèstra «сестра»; múnja «молния», národ «народ»).

## Область распространения
Белопавличско-васоевичские говоры размещены в центральной части области распространения зетско-рашского диалекта, которая представляет собой переходную зону между юго-западной частью, характеризующейся наибольшей диалектной дифференциаций и наиболее архаичными диалектными чертами, и северо-восточной частью, для которой присущи незначительная дробность говоров и сравнительно широкое распространение инноваций. Ареал белопавличско-васоевичских говоров охватывает два региона, изолированных друг от друга ареалами других зетско-рашских говоров. К одному из них, расположенному к юго-западу, относятся территории бывших племён белопавличей в области Брда и южных пешивцев в Старой Черногории. К другому региону, расположенному к северо-востоку, относят территорию бывшего племени васоевичей, а также окрестности городов Плав и Гусине в области Брда.

## Диалектные особенности

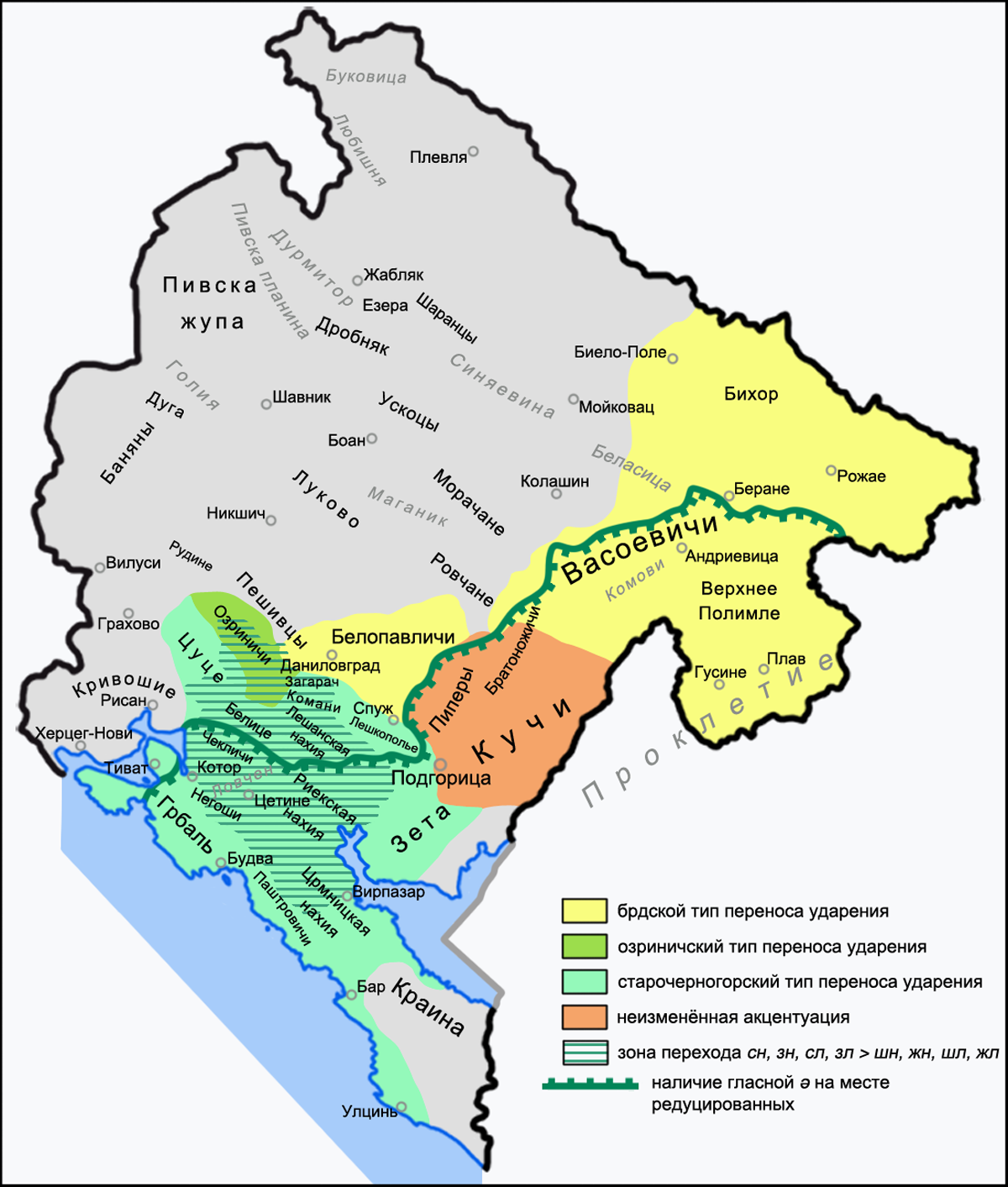
Диалектные явления в говорах зетско-рашского диалекта на территории Черногории согласно исследованиям Пешикан, Митар

Белопавличско-васоевичские говоры характеризуются следующими диалектными признаками:
- тип акцентуации с частичным перенесением ударения с последнего слога с краткой гласной независимо от того, открытый он или закрытый, на один слог к началу словоформы: sestrȁ > sèstra «сестра»; nārȍd > národ «народ»; старое нисходящее ударение в слогах с долгой гласной сохраняется без изменения: ženȇ «женщины, жёны», dānâ «дня», drūgê «другие»;
- относительно последовательное распространение иекавского типа произношения (ije/je на месте праславянской *ě);
- сохранение группы гласных -ао в конце l-причастий глаголов в васоевичских говорах: došȁo «пришёл», kopȁo «копал»;
- отсутствие фонемы h (с типичными заменами);
- различение боковых согласных l’ и l как в сербском литературном языке;
- наличие имён существительных с двумя грамматическими родами: glâd «голод», ȍtrōv «яд, отрава» и т. д.;
- отсутствие действительных причастий прошедшего времени;
- употребление предложных конструкций с именами существительными в форме творительного падежа типа Kȍsīm s kȍsōm «Кошу косой» вместо беспредложных Kosim kosom;
- широкое распространение турцизмов, относительно небольшое число заимствований из романских языков в сравнении с цетинско-барскими говорами.